# Susanne Janssen
Pour les articles homonymes, voir Janssen.
Susanne Janssen, née en 1965 à Aix-la-Chapelle, est une illustratrice allemande.

## Biographie
Janssen a étudié le graphisme et le design auprès de Wolf Erlbruch à la Fachhochschule Düsseldorf.

## Distinctions
- 1995 : Sélection Deutscher Jugendliteraturpreis[2], catégorie Livre illustré, pour Le Pari aux trois colères (sur un texte de Italo Calvino)
- 1997 :  Pomme d'Or de Bratislava de la  Biennale d'illustration de Bratislava (BIB)[3] pour Die Wette, wer zuerst wütend wird. (Le Pari aux trois colères) (texte de Italo Calvino).
- 2002 : Nomination Deutscher Jugendliteraturpreis[4], catégorie Livre illustré, pour Le Petit chaperon rouge (texte des frères Grimm)
- 2008 : Deutscher Jugendliteraturpreis[5], catégorie Livre illustré, pour Hansel et Gretel (texte des frères Grimm)
- 2010 : (international) « Honour List »[6] de l' IBBY pour  Hansel et Gretel (texte des frères Grimm)

## Œuvres pour enfants (sélection)
Plusieurs des ouvrages qu'elle a illustrés ont été traduits en français.

### Traduites en français
- 1995 : Italo Calvino, Le Pari aux trois colères (Die Wette, wer zuerst wütend wird), la Joie de lire
- 1999 : Susanne Janssen, La leçon de piano de madame Butterfly , texte français de Bernard Friot, Milan
- 2002 : Frères Grimm, Le Petit Chaperon rouge (Rotkäppchen), éditions Seuil jeunesse
- 2004 : Jutta Richter, Un soir, près d'un grand lac tranquille, traduit de l'allemand par Genia Catala, la Joie de lire
- 2007 : Frères Grimm, Hansel et Gretel, éditions Etre
- 2008 :  Anna Castagnoli, L'incroyable histoire de l'enfant terrible et de la petite fille oiseau, OQO éd.

### Autres
- 1993 : Italo Calvino, Die Braut, die von Luft lebte
- 1993 : Italo Calvino, Die Hose des Teufels, Jahresgabe
- 1995 : Armando, Dirk, der Zwerg und andere Märchen
- 1996 : Marianne Koch, Die Abenteuer der kleinen Wolke
- 1997 : Armando, Die Prinzessin mit dem dicken Po
- 1997 : Sascha und die neun alten Männer
- 1998 : Jon Fosse, Von Kötern, Kläffern und feinen Hundedamen
- 2003 : Jutta Richter, An einem großen stillen See
- 2006 : Bruno Blume (de), Wer liest, ist zus', avec Verena Ballhaus, Quint Buchholz, Nadia Budde, Jacky Gleich